# Środki ochrony przed nadmiernym przywozem
Środki ochronne przed nadmiernym przywozem Unii Europejskiej są obok środków antysubsydyjnych oraz środków antydumpingowych środkami ochronnymi stosowanymi przez Unię Europejską.
Środki ochronne przed nadmiernym przywozem są najmłodszym środkiem ochrony rynku stosowanym przez Unię Europejską uregulowanym przepisami unijnymi z 1994 roku.
Środki ochronne przed nadmiernym przywozem stosowane są wówczas, gdy szybki wzrost importu staje się bardzo niebezpieczny dla producentów Unii Europejskiej produkujących towary takie same lub podobne. Środki ochrony przed nadmiernym przywozem mają zapewnić czasową, ale bardzo szybką ochronę unijnych producentów. Wszczęcia postępowania może domagać się tylko państwo postępowania. Postępowanie prowadzone jest przez Komisję Europejską przy współpracy z państwami członkowskimi. Muszą być spełnione łącznie cztery przesłanki:
- 1)	Niebezpieczne dla unijnych producentów trendy w imporcie i cenach produktów.
- 2)	Poważna szkoda dla unijnych producentów.
- 3)	Związek przyczynowy pomiędzy importem a stratami unijnych producentów.
- 4)	Interes Unii Europejskiej jako całości (brana jest pod uwagę sytuacja konsumentów).

Decyzję o wprowadzeniu środków ochronnych przed nadmiernym przywozem podejmuje Rada Unii Europejskiej większością kwalifikowaną.
Środki ochronne przed nadmiernym przywozem mogą mieć dwojaką postać. Albo stosowane są dodatkowe opłaty celne, albo też ograniczenia ilościowe (w ramach określonego kontyngentu import następuje bez dodatkowych opłat, ale powyżej limitu jest całkowity zakaz importu). Środki ochronne przed nadmiernym przywozem wprowadza się do momentu, gdy sytuacja się ustabilizuje.